# Vetro all'uranio

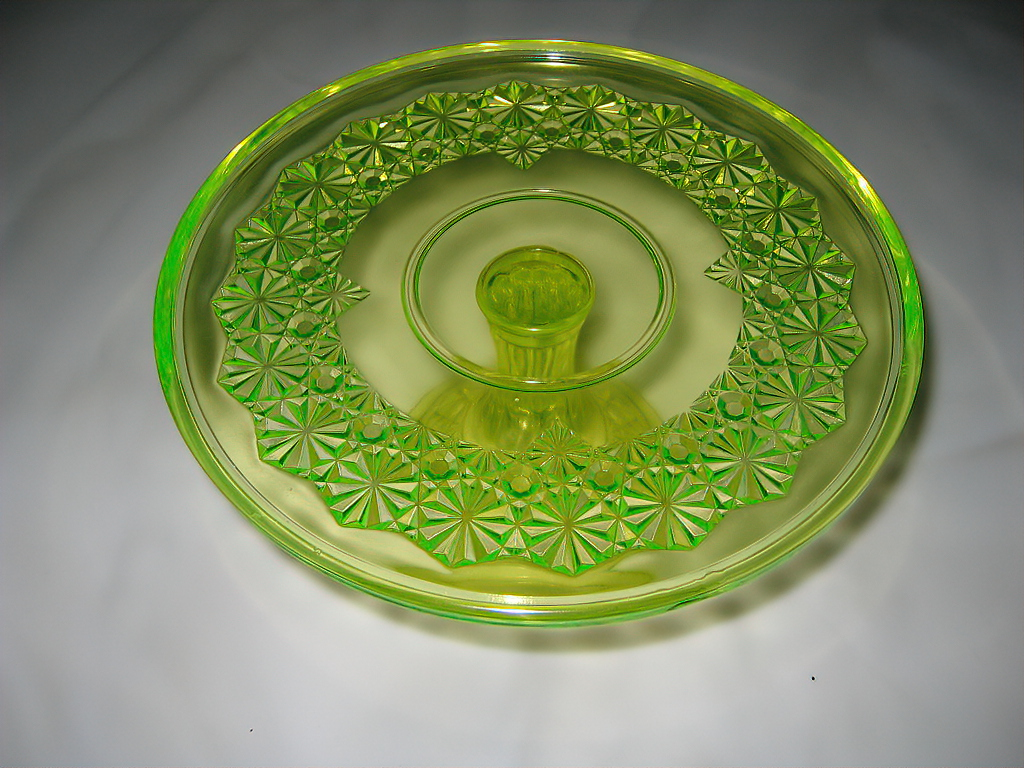
Piatto di vetro all'uranio

Il vetro all'uranio è un tipo di vetro che contiene una certa quantità di composti dell'uranio, in genere uranati. La percentuale di uranio contenuto è di solito inferiore al 2% in peso, anche se alcuni pezzi fabbricati nel XIX secolo arrivarono al 25%.
Il vetro all'uranio una volta era utilizzato in articoli per la tavola e per la casa, ma l'uso diminuì durante la guerra fredda, quando la disponibilità di uranio per la maggior parte delle industrie fu drasticamente limitata. La maggior parte di questi oggetti sono oggi considerati d'antiquariato o da collezione, ma c'è stata una modesta ripresa nel campo dei vetri artistici. Per il resto, l'uso odierno di vetro all'uranio è limitato per lo più a piccoli oggetti tipo perline o biglie come curiosità scientifiche e decorative.

## Aspetto

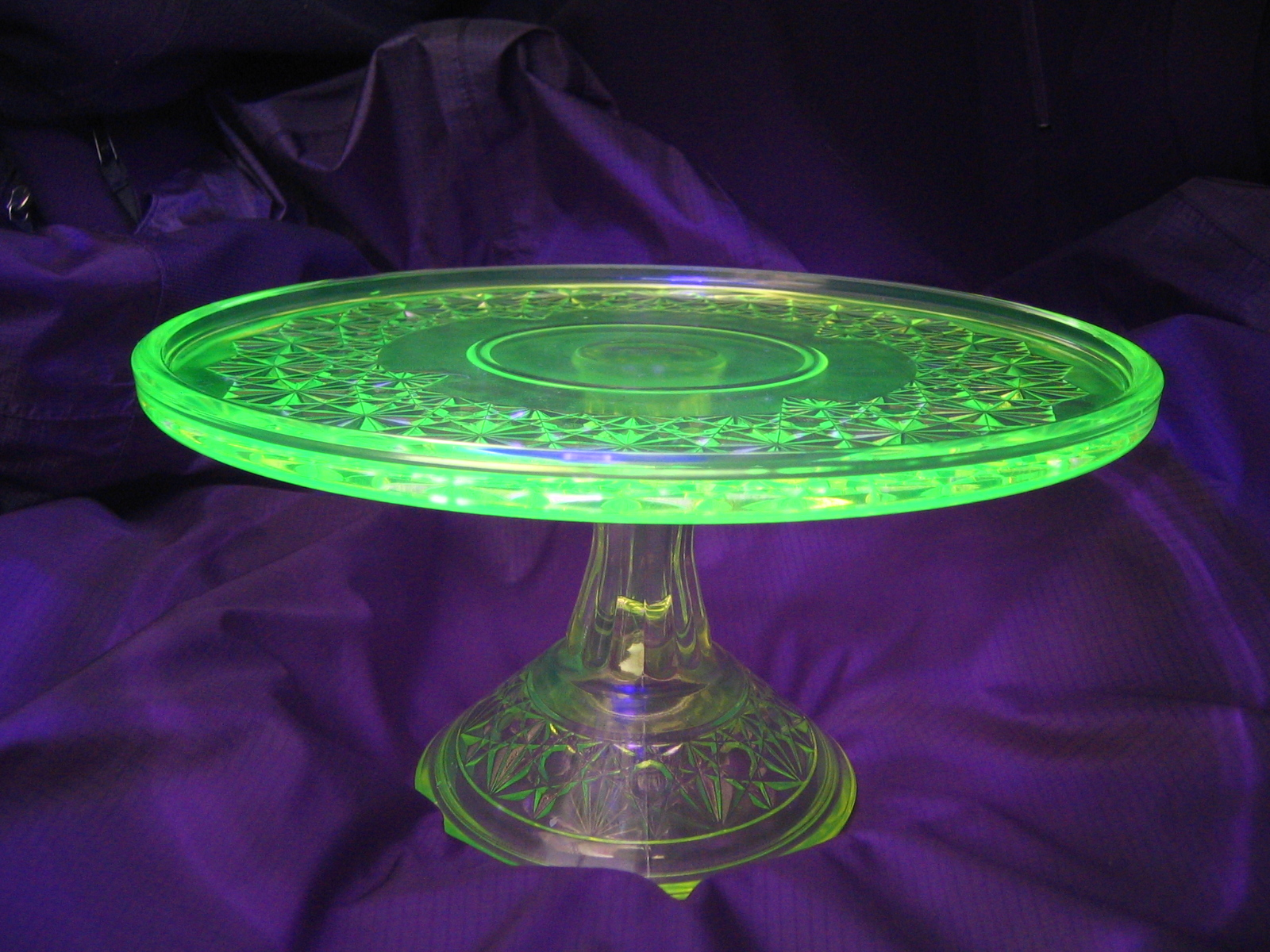
Fluorescenza del vetro all'uranio

Il colore del vetro all'uranio va in genere dal giallo al verde a seconda dello stato di ossidazione e della concentrazione della specie di uranio usata. Il colore può essere ulteriormente modificato per aggiunta di altri elementi usati come coloranti. L'uranio emette inoltre una fluorescenza verde sotto luce ultravioletta. Utilizzando un contatore Geiger abbastanza sensibile si può anche notare una radiazione superiore al fondo naturale, tuttavia la maggior parte degli oggetti di vetro all'uranio hanno una radioattività estremamente bassa e sono considerati innocui.

### Vetro vaselina
Il colore più comune del vetro all'uranio è un giallo-verde chiaro, motivo per cui intorno al 1920 fu coniato il nome vetro vaselina, perché appariva simile all'aspetto ad un petrolato prodotto e venduto a quel tempo con il nome commerciale di vaselina. I collezionisti chiamano ancora vetro vaselina il vetro all'uranio trasparente o semitrasparente di questo particolare colore.
Negli Stati Uniti il termine vetro vaselina è ancora usato come sinonimo di qualsiasi vetro all'uranio, ma non è così in tutto il mondo. Il termine è a volte applicato indifferentemente ad altri tipi di vetri che abbiano una superficie di aspetto simile, anche se non contengono uranio. Per verificare la presenza di uranio si illumina l'oggetto con una lampada di Wood, che fa apparire la caratteristica fosforescenza verde.
Nel Regno Unito e in Australia il termine vetro vaselina si può usare per qualsiasi genere di vetro traslucido.

## Storia
L'uso documentato di vetri all'uranio risale al primo secolo d.C. Tessere di vetro all'uranio furono ritrovate nel 1912 da R. T. Gunther dell'Università di Oxford in un mosaico di una villa romana a capo Posillipo nel golfo di Napoli.
A partire dalla fine del medioevo si estraeva pechblenda dalle miniere degli Asburgo a Jáchymov in Boemia, e la si usava come colorante nella locale industria vetraria.
Martin Klaproth (1743–1817), lo scopritore dell'uranio, fece in seguito esperimenti sull'uso di questo elemento per colorare il vetro.
Il vetro all'uranio diventò più comune verso la metà del XIX secolo, raggiungendo la massima diffusione tra il 1880 e il 1920.
Josef Riedel (1816-1894) è considerato il primo produttore significativo di oggetti di vetro all'uranio. Rieder diresse un'industria vetraria a Polaun (oggi Polubný) in Boemia, e dal 1830 al 1848 produsse due varietà di questo vetro, uno giallo e uno giallo-verde, e li chiamò "annagelb" e "annagrün" in onore di sua moglie Anna Maria (in tedesco gelb = giallo e grün = verde).
Intorno al 1840 molte altre vetrerie europee iniziarono a produrre vetro all'uranio e ne introdussero nuovi tipi. La vetreria francese Baccarat creò un vetro all'uranio verde opaco che fu chiamato crisoprasio per la sua somiglianza con la varietà verde di calcedonio che ha questo nome.

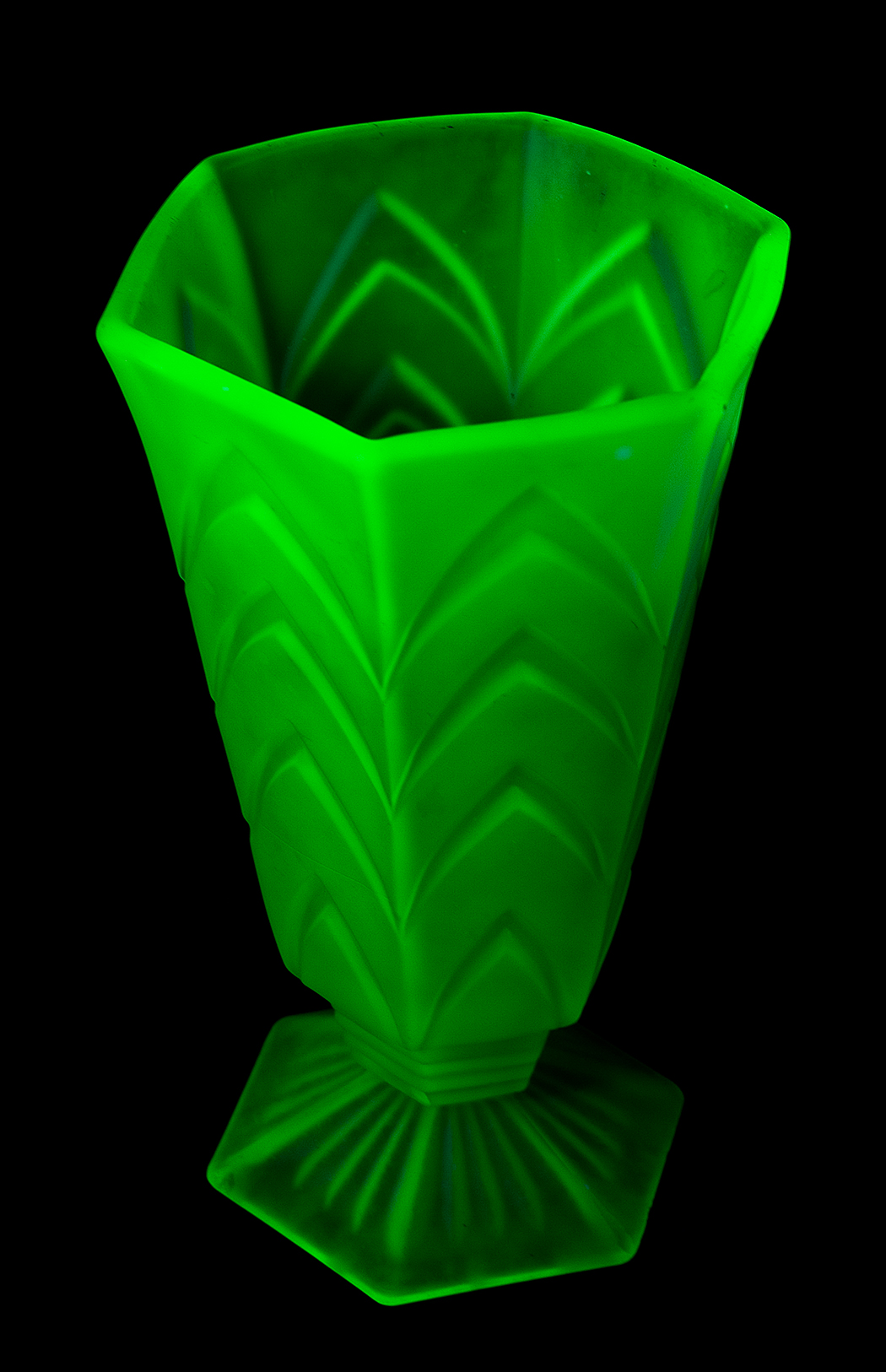
Vetro all'uranio fluorescente, prodotto negli anni della grande depressione

Alla fine del XIX secolo i vetrai scoprirono che il vetro all'uranio in seguito ad aggiunta di alcuni minerali poteva essere temperato ad alta temperatura, ottenendo vari gradi di microcristallizzazione. In questo modo si produssero vetri di crescente opacità che andavano dal tradizionale vetro trasparente giallo o giallo-verde fino al bianco opaco. Negli anni della grande depressione si aggiunse alla miscela più ossido di ferro perché la gente preferiva un vetro più verde. Questo materiale, che tecnicamente è una vetroceramica, fu chiamato vetro vaselina.
Negli Stati Uniti la produzione di vetro all'uranio si interruppe durante la seconda guerra mondiale perché l'uranio fu confiscato dal governo. La produzione riprese solo nel 1958; oggi solo pochi vetrai continuano a fabbricare questi vetri.

## Galleria d'immagini

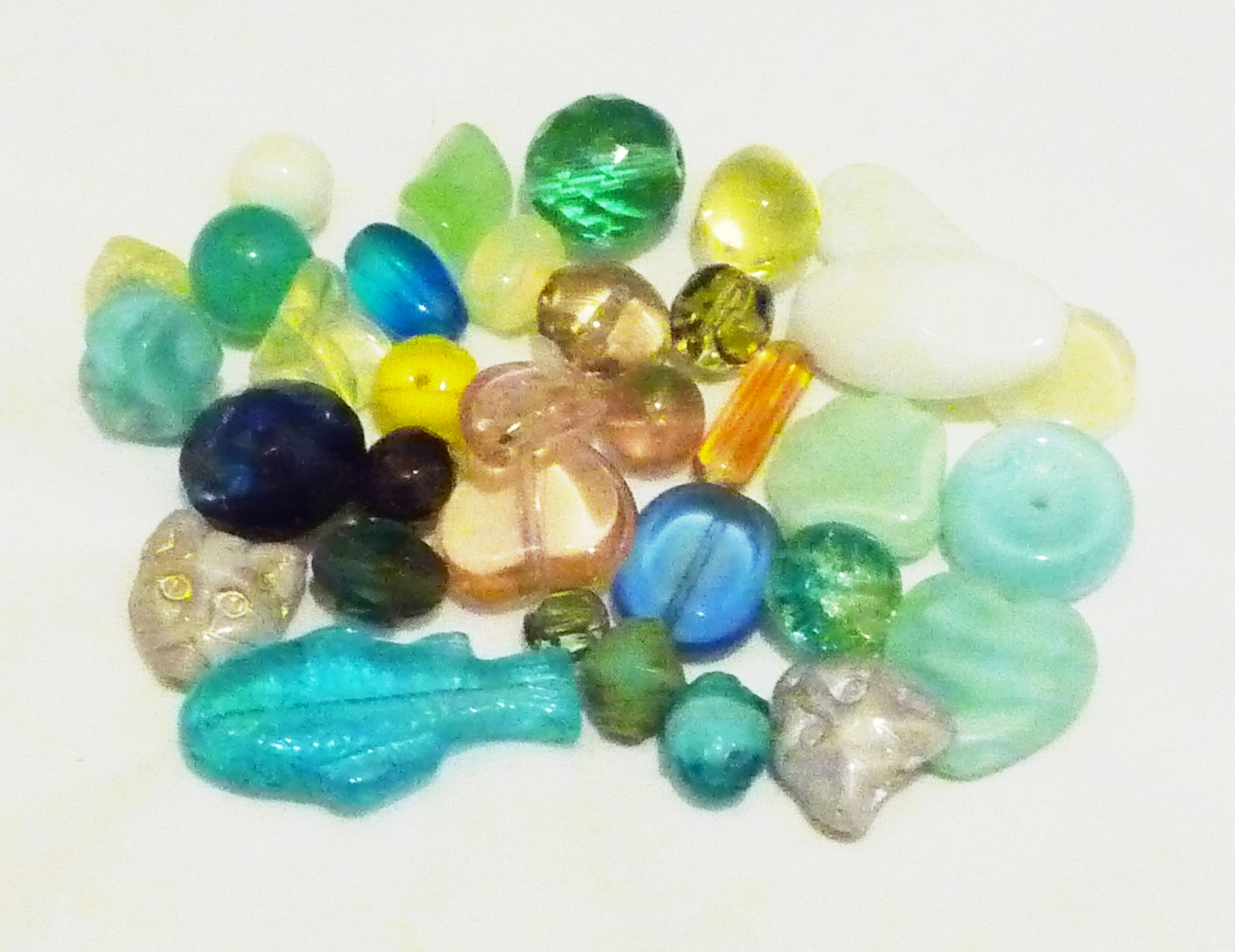
Moderne pastiglie in vetro all'uranio (sfondo bianco).
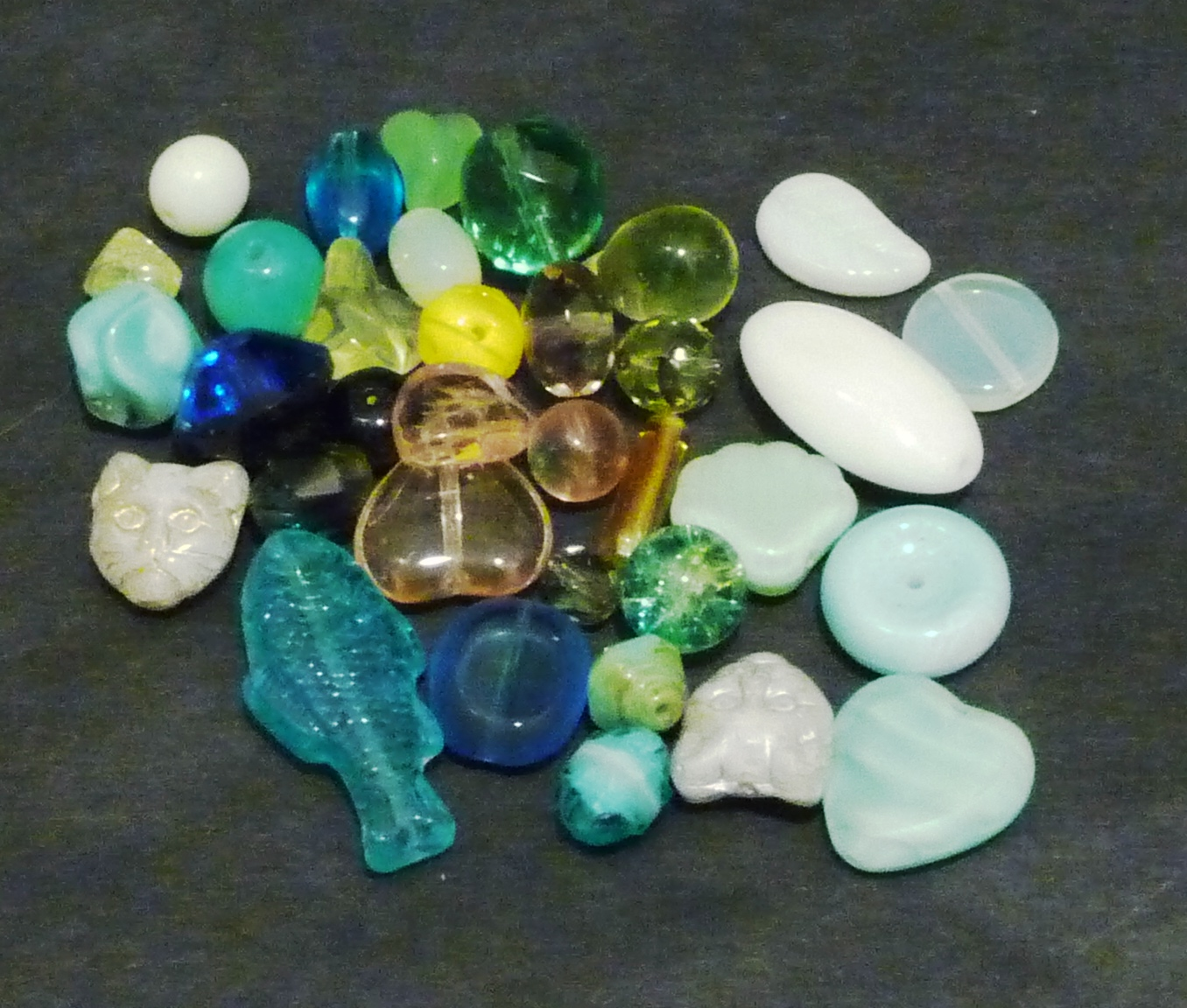
Moderne pastiglie in vetro all'uranio (sfondo nero).
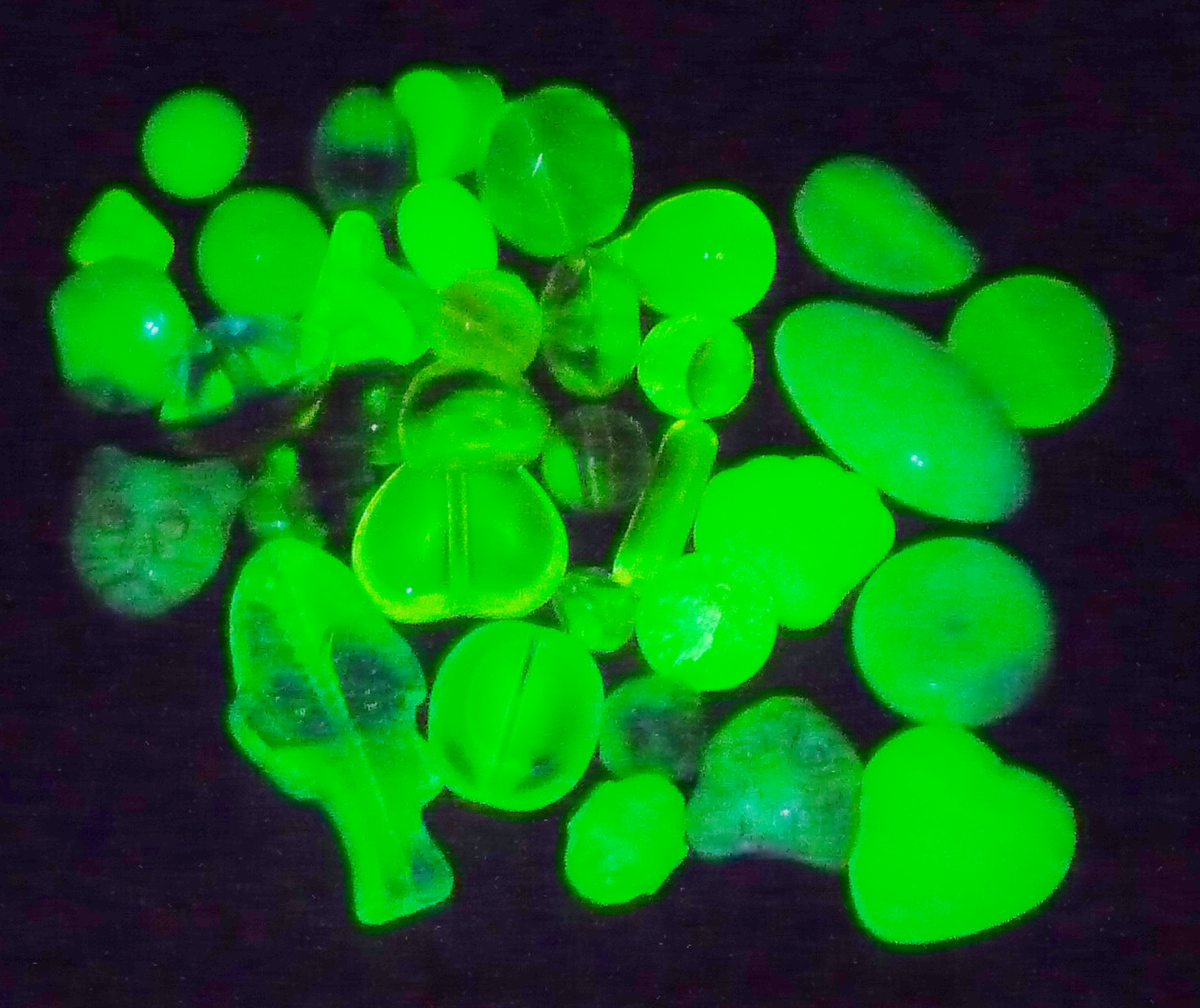
Moderne pastiglie in vetro all'uranio (sotto luce UV).